# Entschiedene Schulreform
Entschiedene Schulreform – Abhandlungen zur Erneuerung der deutschen Erziehung im Auftrag des Bundes Entschiedener Schulreformer.
In den Schriften zur Entschiedenen Schulreform wurden in der Weimarer Republik Ansätze, Erkenntnisse und praktischen Erfahrungen der Reformpädagogik veröffentlicht. Ziel der Autoren und Herausgeber war es Bildungspolitiker, Pädagogen, Erzieher und Eltern im Sinne der Statuten des Bundes Entschiedener Schulreformer dafür zu gewinnen, die Entwicklung eines fortschrittlichen, auf sozialen Ausgleich gerichteten Schul- und Bildungssystems zu unterstützen. Die Schriftenreihe Entschiedene Schulreform ergänzte die kultur- und bildungspolitischen Aktivitäten des Bundes, der außerdem die Schriftenfolge Die Lebensschule und die Monatsschrift Die Neue Erziehung in Auftrag gab und mit identischer Zielsetzung Kompendien zu Fachvorträgen und Resolutionen veröffentlichte, die auf Jahreskongressen, Tagungen und Veranstaltungen vorgetragen worden waren. Zahlreiche Autoren der Entschiedenen Schulreform gehörten auch dem „Bund Entschiedener Schulreformer“ an. Die Hefte zur Entschiedenen Schulreform erschienen im Verlag Ernst Oldenburg, Leipzig.

## Schriftenreihe
- Heft 1: Siegfried Kawerau: Der Bund entschiedener Schulreformer, Werden und Wesen. (1922)
- Heft 2: Ernst Vallentin: Schulreform als Forderung der Biologie: Eine ärztliche Gewissensweckung für Lehrer, Eltern, Jugend, insbesondere aber die Politiker. (1922)
- Heft 3: Erich Schönebeck: Strindberg als Erzieher. (1922)
- Heft 4: Karl Staudinger: Kind und Spielzeug. (1923)
- Heft 5: Adolf Grimme: Vom Sinn und Widersinn der Reifeprüfung. (1923)
- Heft 6: Max Hodann: Eltern- und Kleinkinder-Hygiene (Eugenik): Anregungen für Erzieher. (1923)
- Heft 7: Otto Krull: Die Tragik des Schullebens. (1923)
- Heft 8: Johann Handke: Die Entwicklung der Arbeiterschule zur Produktionsschule. (1923)
- Heft 9: Karl Bröger: Phantasie und Erziehung: Ein Versuch zur Besinnung auf die Grundlagen der Pädagogik. (1923)
- Heft 10: Otto Tacke: Der Sprachunterricht muss umkehren! (1923)
- Heft 11: Otto Krull: Die Geißel der Kindheit. (1923)
- Heft 12: Hugo Sauer: Jugendberatungsstellen: Theorie und Praxis 1914-1923. (1923)
- Heft 13: Elemér von Kármán, Paul Oestreich: Die Diebstähle der Kinder: ihre Ursachen, Erkennung und erzieherische Behandlung; (Bruchstück zu einer moralischen Heilkunde). (1923)
- Heft 14: Paul Oestreich: Es reut mich nicht! Schulpolitische Kämpfe zwischen Revolution und Kapp-Putsch. (1923)
- Heft 15: Julius Eisenstädter: Montessorisystem und proletarische Erziehung. (1923)
- Heft 16: Henny Schumacher: Das Kleinkind und seine Erzieher. (1923)
- Heft 17: Otto Corbach: Moskau als Erzieher: Erlebnisse und Einsichten aus Sowjet-Russland. (1924)
- Heft 18: Siegfried Kawerau: Alter und neuer Geschichtsunterricht. (1924)
- Heft 19: Konrad Liesegang: Die Bedeutung der Erziehung. (1924)
- Heft 20: Johannes Wermut: Schrei in die Schule. (1924)
- Heft 21: Erich Witte: Der Militarismus der preußischen Schulaufsichtsbehörden. (1924)
- Heft 22: Menne Helmers: Der schöpferische Gedanke im Anfangsunterricht. (1924)
- Heft 23: Paul Oestreich: Ein großer Aufwand, schmählich! ist vertan: rund um die Reichsschulkonferenz. (ges. Aufsätze) (1924)
- Heft 24: Hermann Harless: Erinnerungen aus der Knabenzeit. (Vorwort d. Hrsg. Paul Oestreich) (1924)
- Heft 25: Max Hodann: Bub und Mädel: Gespräche mit Kameraden über die Geschlechterfrage. (1925)
- Heft 26: August E. Krohn: Meine Heimschule. (1924)
- Heft 27: Walter Friedländer: Grundzüge des Jugendrechts. (1924)
- Heft 28: Georg Kerschensteiner: Autorität und Freiheit als Bildungsgrundsätze. (1924)
- Heft 29: Hermann Kölling: Die Landschule als Arbeits- und Produktionsschule. (Vorwort von Paul Oestreich) (1924)
- Heft 30: Walther Kluge: Die weltliche Schule als Gemeinschaftsschule. (1924)
- Heft 31: Hans von Thünen, Alfred Andreesen: Abbau und Reform. (1924)
- Heft 32: Sascha Rosenthal: Erziehung und Kindergarten. (1924)
- Heft 33: Kurt Chinnow: Feierstunden in der Schule: Morgen- und Schulfeiern. (1924)
- Heft 34: Frieda Henke: Die Individualität in der Pädagogik. (1924)
- Heft 35: Walter Eschbach: Märchen der Wirklichkeit (Vorwort von Paul Oestreich) (1924)
- Heft 36: Walther Kluge: Religion in der weltlichen Schule? Eine kritische Auseinandersetzung zur Klärung dieses Problems … (Vorwort von Paul Oestreich) (1924)
- Heft 37: Georg Rosenthal: Lebendiges Latein: Neue Wege zum Lateinunterricht. (1924)
- Band 38: Erich Witte: Der Nutzen und die Gefahren des Geschichtsunterrichts für das deutsche Volk. (1924)
- Heft 39: Margarete Panten: Es wird einmal sein! Spandauer Schulkämpfe im Lichte der Zukunft. (1924)
- Heft 40: Elemér von Kármán: Zuchtlose Kinder. (1924)
- Heft 41: Otto Bournot: Der Weg zum Staatsbürgertum. Ein Buch von Erziehung und Unterricht. (Vorwort von Paul Oestreich) (1924)
- Heft 42: Paul Oestreich: Unabhängige Kulturpolitik, vom graden Weg eines „Disziplinlosen“. (1924)
- Heft 43: Sebald Schwarz: Die Bewegungsfreiheit in der höheren Schule, ihre Möglichkeiten und Grenzen. (1924)
- Heft 44: Willy Steiger: Fahrende Schule. Ein Weg vom Mechanismus Schule zur Kraftquelle Leben. (1925)
- Heft 46: Walther Kluge: Die weltliche Schule als Führerin zur Religion. (1925)
- Heft 47: Otto Koester: Zur Kritik des historischen Materialismus. (1925)
- Heft 48: Otto Naegele: Der Erziehungsgedanke im Jugendrecht: Beiträge zur kriminalpädagogischen Reform. (1925)
- Heft 49: Max Nitzsche: Die Schulfahrt – eine Lebensschule: Hellerau in Hamburg. (1926)
- Heft 50: Georg Klatt: Geschlechtliche Erziehung als soziale Aufgabe. (1926)
- Heft 51: Fritz Kleist: Jugend am Gesetz. (1926)